# Firmino Alves
Firmino Alves é um município brasileiro do estado da Bahia. Sua economia baseia-se principalmente na agricultura. O município é formado por diversas vilas e distritos, dentre os quais Itaiá, Ponto do Astério, Ipiranga, Serra Torta de Dentro e Serra Torta de Fora.

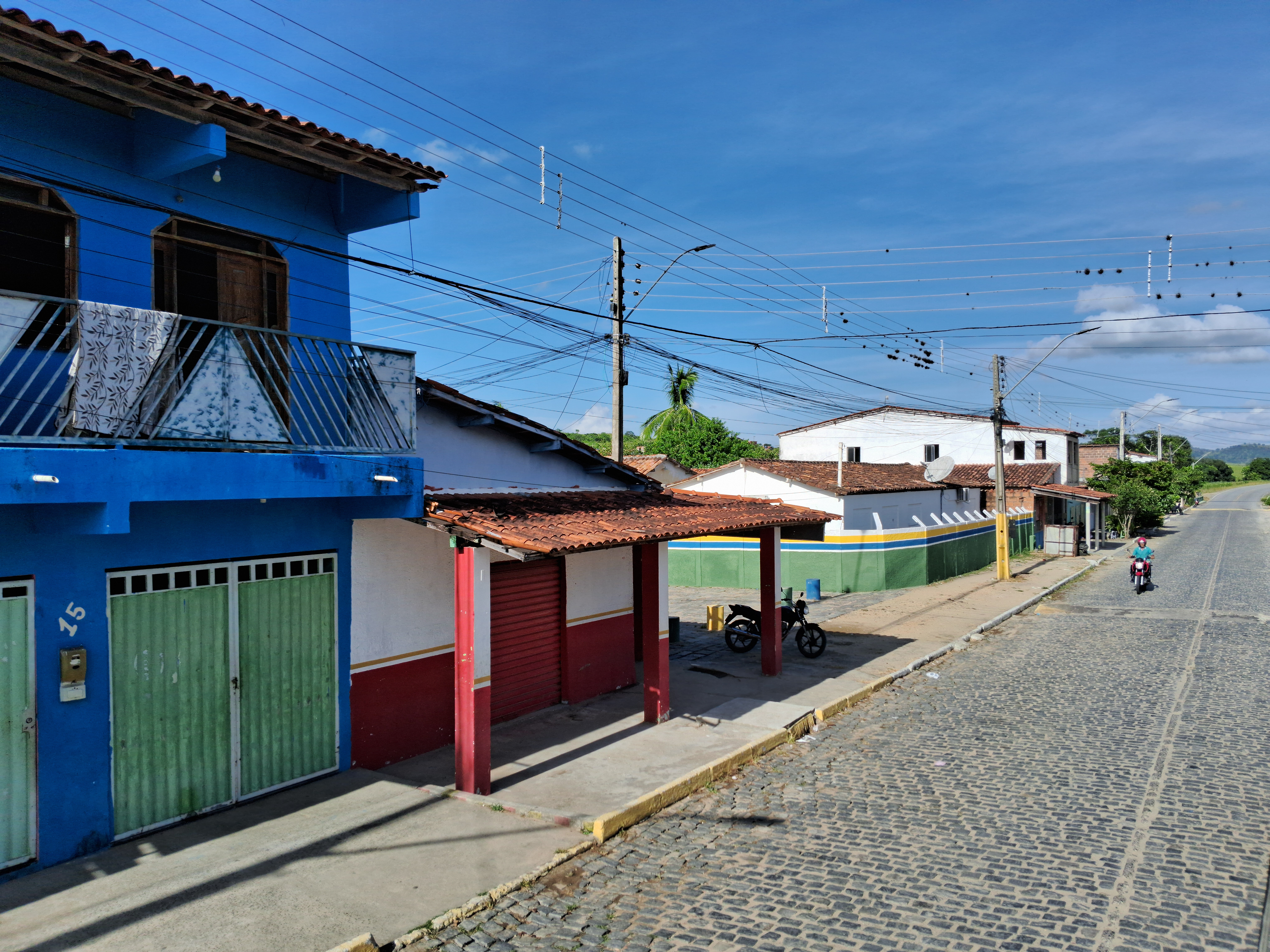
Distrito Itaiá
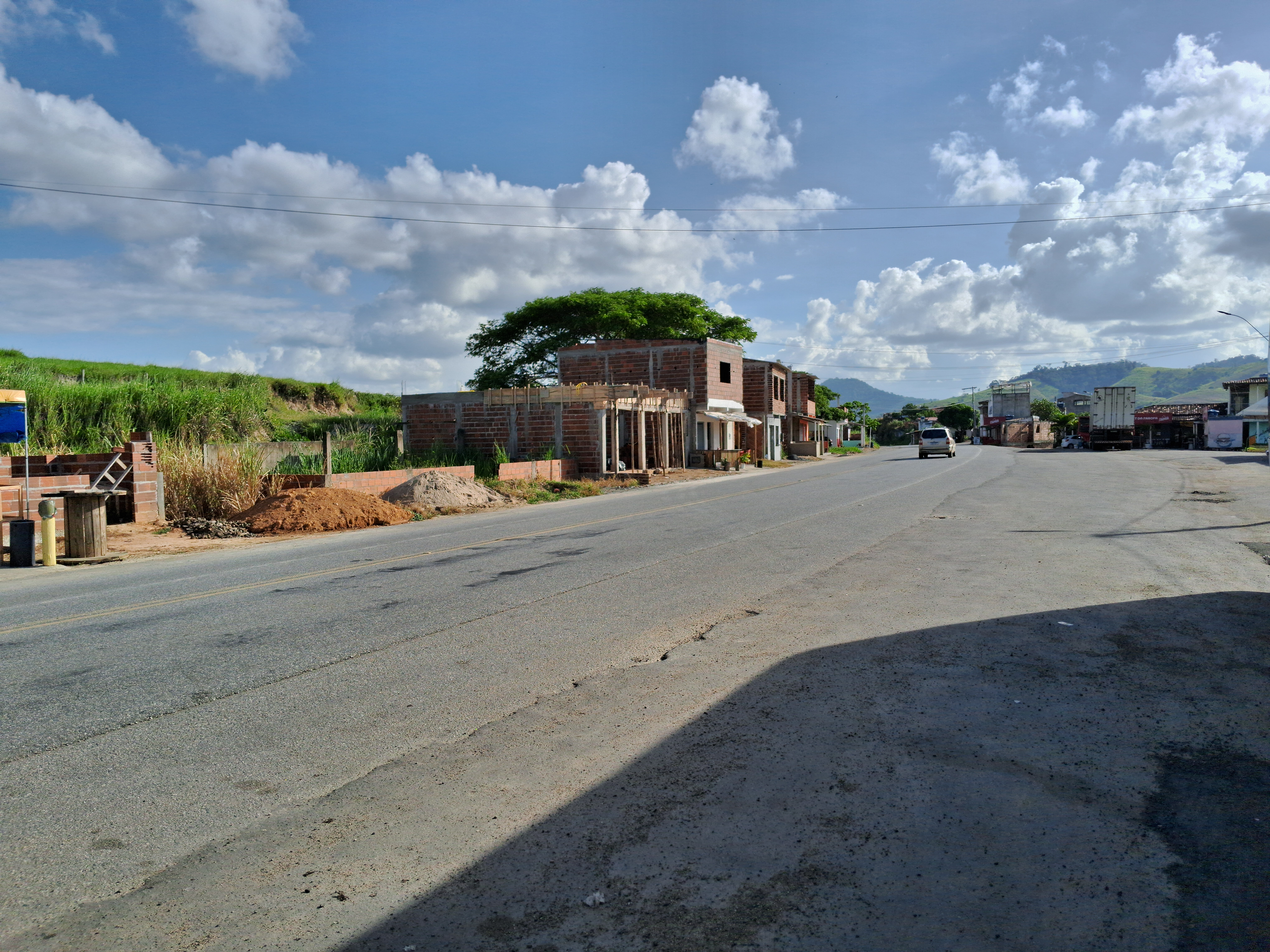
Ponto do Astério, povoado de Firmino Alves

## História
Os primitivos habitantes da região, os indígenas Baenãs (depois deslocados para a Terra indígena Caramuru-Paraguaçu), tiveram suas terras invadidas por agricultores  a partir de 1935.
A partir de 1938 Leonel Vieira Lima se estabeleceu na área,  instalando uma casa de farinha e iniciando o cultivo de mandioca. Além dele, outras  famílias se fixaram no local, formando o povoado Itamirim.  
O desenvolvimento do arraial ocorreu principalmente devido à atividade agropecuária. Em 1953, se tornou distrito subordinado ao Município de Ibicaraí, com a denominação de  Itamirin (antigo povoado), pela Lei Estadual nº 628, de 30-12-1953, com terras  desmembradas do Distrito de Itororó. Inicialmente a localidade se chamava Itamirim. Após a emancipação do município, em 1962 passou a se chamar Firmino Alves, em homenagem a um importante líder político  da  região cacaueira do final do século XIX, considerado como o fundador de Itabuna.

### Demografia
A população no município de Firmino Alves, Bahia chegou a 4.873 pessoas no Censo de 2022, o que representa um declínio populacional de 511 pessoas em comparação com o Censo de 2010.
No ranking de população dos municípios, Firmino Alves está: 
- 406ª colocação no estado;
- 1.559ª colocação na região Nordeste;
- 4.290ª colocação no Brasil.

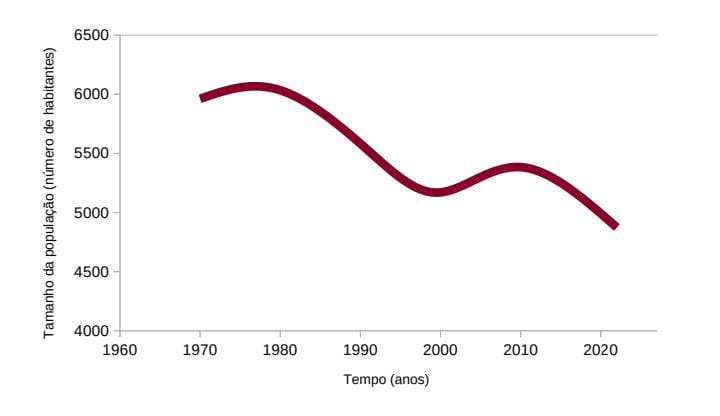
População residente no município de Firmino Alves- BA com base no censo IBGE- Brasil.

A pesquisa do IBGE também aponta que o município em Firmino Alves tem uma densidade demográfica de 28,27 habitantes por km² e uma média de 2,7 moradores por residência.
| Ano  | População | Taxa de crescimento |
| ---- | --------- | ------------------- |
| 1970 | 5961      | 0,12%               |
| 1980 | 6034      | -0,77%              |
| 1991 | 5523      | -0,71%              |
| 2000 | 5170      | 0,41%               |
| 2010 | 5384      | -0,79%              |
| 2022 | 4873      |                     |